# Kihnu
Kihnu é uma ilha do mar Báltico, com área de 16,4 km². É a maior ilha do golfo de Riga e a sétima maior da Estónia. Tem 7 km de comprimento por 3,3 km de largura, e o seu ponto mais alto está a 8,9 m de altitude. Kihnu constitui um município da região de Pärnumaa.
604 pessoas habitam a ilha em 2004. Tem quatro localidades: Lemsi, Linaküla, Rootsiküla e Sääre. Para chegar a Kihnu, é possível tomar um avião ou ferry a partir de Pärnu, ou sobre o mar gelado no inverno.

## Imagens

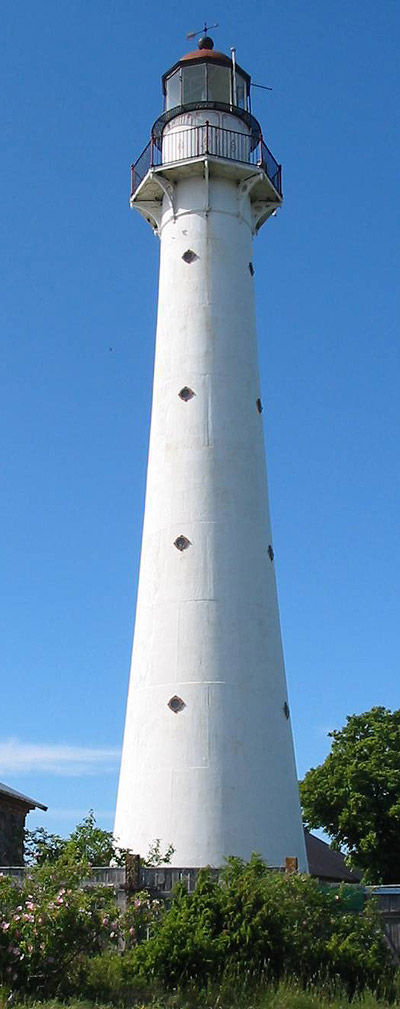
Farol em Kihnu, em Haubjerre
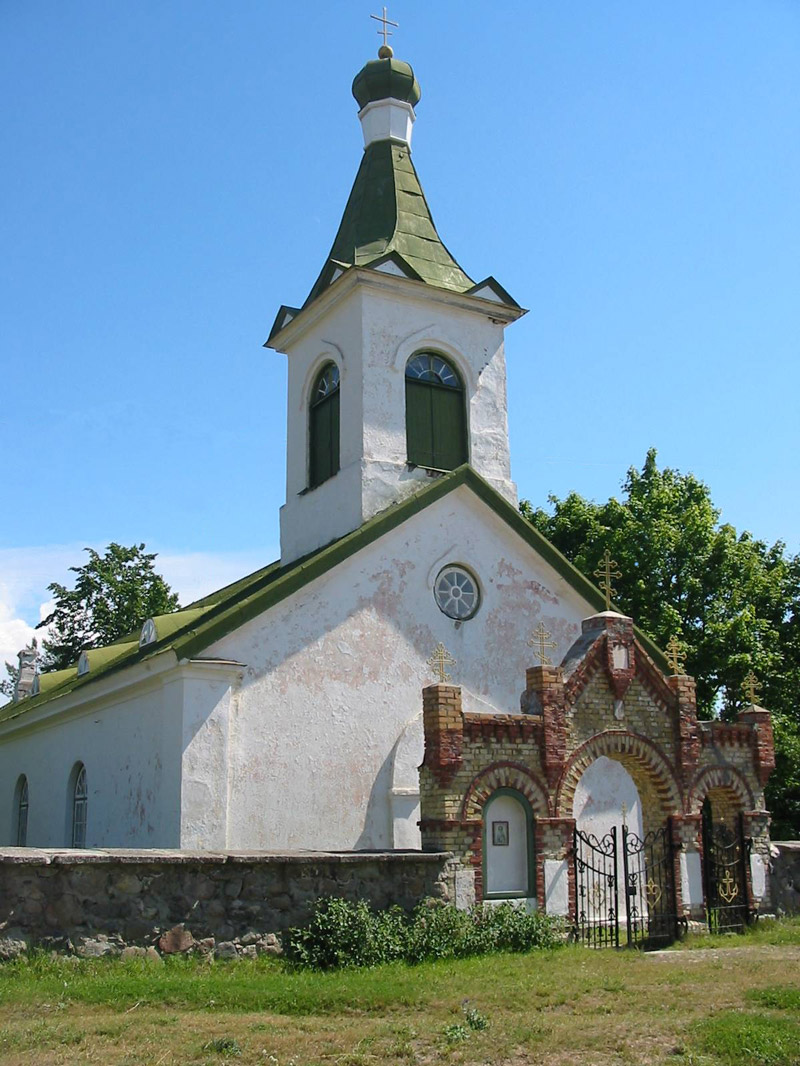
Igreja de Kihnu
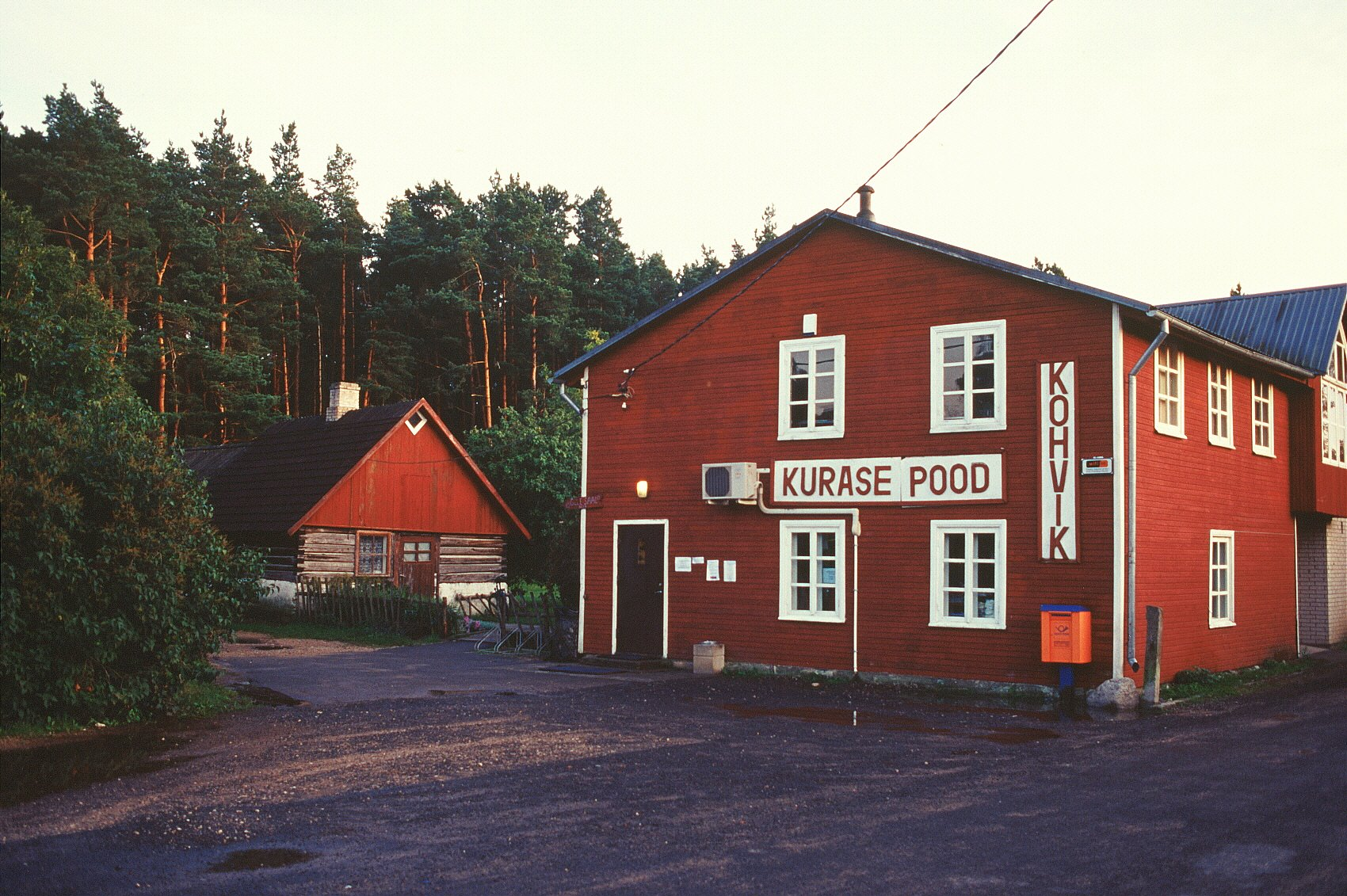
Uma estalagem em Kihnu
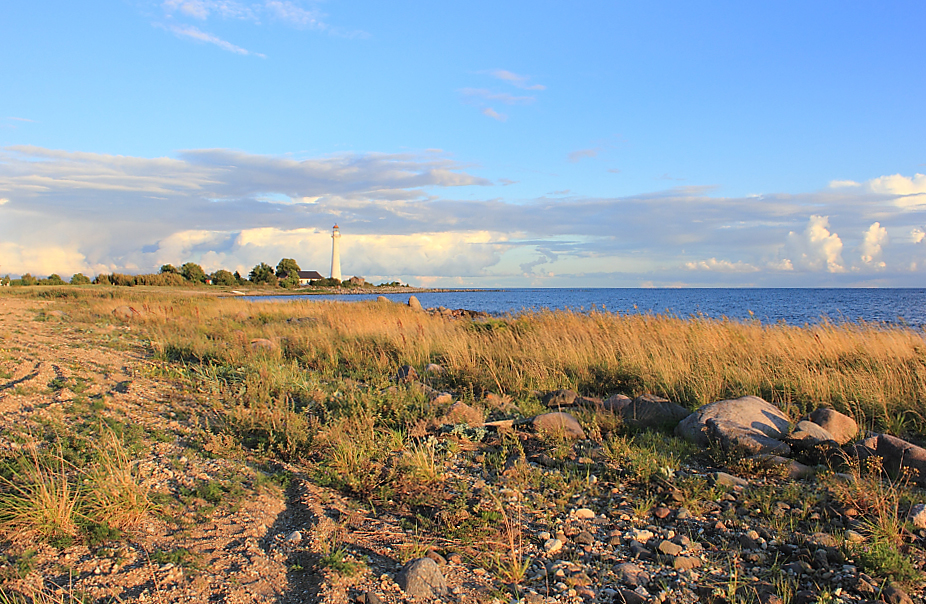
Costa de Kihnu